# Bahamas
Die Bahamas, englisch The Bahamas, amtlich Commonwealth der Bahamas, englisch The Commonwealth of The Bahamas, sind ein Inselstaat im Atlantik und Teil der Westindischen Inseln. Sie liegen südöstlich der Vereinigten Staaten sowie nordöstlich von Kuba und werden geographisch zu Mittelamerika gezählt. Von den mehr als 700 Inseln sind nur 30 bewohnt.
Die Inselgruppe erhielt ihren Namen durch die spanischen Konquistadoren. Sie nannten die Gewässer um die Inseln Baja Mar (spanisch für ‚flaches Meer‘), woraus später Bahamas wurde. Seit 1973 sind die Bahamas vom Vereinigten Königreich unabhängig. Sie sind als parlamentarische Monarchie mit Charles III. als König der Bahamas organisiert und Mitglied des Commonwealth of Nations. Das politische System basiert auf dem britischen Westminstersystem. Englisch ist Amtssprache, und auf den Inseln herrscht Linksverkehr.

## Geographie
Die Bahamas erstrecken sich von der Südostküste der USA entlang der Nordostküste Kubas bis zur Nordwestküste der Turks- und Caicosinseln, mit einer Nord-Süd-Ausdehnung von etwa 650 km und einer West-Ost-Breite von bis zu 750 km.
Die Bahamas bilden den Großteil der Lucayischen Inseln.
Die Bahamas setzen sich aus den Inseln und mehr als 2400 Korallenriffen, den sogenannten Cays, zusammen. In vielen Fällen trennt nur ein wenige Zentimeter tiefer Meeresarm zwei Inseln beziehungsweise Cays voneinander. Daher schwanken die Zahlen abhängig davon, ob in diesem Fall zwei Inseln oder eine Insel mit einer leicht unter Wasser gesetzten Landbrücke gezählt werden.
Die Inseln werden unterteilt in die beiden am stärksten bewohnten Inseln New Providence sowie Grand Bahama und in die sogenannten Out Islands oder Family Islands. Die flächengrößte Insel ist Andros mit 5957 km². Der höchste Punkt der Bahamas ist der Mount Alvernia mit 63 m auf Cat Island.

### Wichtigste Inseln
| Name                        | Fläche in km² | Einwohner (2000) | Einwohner (2010) |
| --------------------------- | ------------- | ---------------- | ---------------- |
| Abaco                       | 1.681         | 13.170           | 16.692           |
| Acklins                     | 497           | 428              | 560              |
| Andros                      | 5.957         | 7.686            | 7.386            |
| Berry Islands               | 31            | 709              | 798              |
| Bimini                      | 23            | 1.717            | 2.008            |
| Cat Island                  | 388           | 1.647            | 1.503            |
| Crooked Island und Long Cay | 241           | 350              | 323              |
| Eleuthera                   | 484           | 7.999            | 7.826            |
| Exuma                       | 290           | 3.571            | 7.314            |
| Grand Bahama                | 1.373         | 46.994           | 51.756           |
| Harbour Island              | 8             | 1.639            | 1.702            |
| Inagua                      | 1.544         | 969              | 911              |
| Long Island                 | 596           | 2.992            | 3.024            |
| Mayaguana                   | 285           | 259              | 271              |
| New Providence              | 207           | 210.832          | 248.948          |
| Ragged Island               | 36            | 72               | 70               |
| Rum Cay                     | 78            | 80               | 99               |
| San Salvador                | 163           | 970              | 930              |

### Klima
Die Bahamas weisen ein für einige Regionen der Subtropen typisches Ostseitenklima auf, da sie durch die Luftsysteme des nordamerikanischen Kontinents abgekühlt werden. Im Sommer liegt die Durchschnittstemperatur bei ca. 28 °C, im Winter lässt der warme Golfstrom (Wassertemperaturen zwischen 24 und 29 °C) die Temperatur selten unter 20 °C sinken. Im Jahresmittel liegt die Temperatur bei 26 °C.
|                       | Jan  | Feb  | Mär  | Apr  | Mai  | Jun  | Jul  | Aug  | Sep  | Okt  | Nov  | Dez  |   |      |
| Mittl. Tagesmax. (°C) | 25,2 | 25,3 | 26,5 | 27,7 | 29,2 | 30,7 | 31,7 | 31,8 | 31,3 | 29,7 | 27,7 | 25,9 | ⌀ | 28,6 |
| Mittl. Tagesmin. (°C) | 16,7 | 16,9 | 17,7 | 19,0 | 21,0 | 22,9 | 23,7 | 23,8 | 23,6 | 22,2 | 20,0 | 17,7 | ⌀ | 20,4 |
|                       |      |      |      |      |      |      |      |      |      |      |      |      |   |      |
| Niederschlag (mm)     | 47   | 40   | 40   | 54   | 116  | 233  | 158  | 216  | 171  | 176  | 57   | 52   | Σ | 1360 |
|                       |      |      |      |      |      |      |      |      |      |      |      |      |   |      |
| Sonnenstunden (h/d)   | 7,1  | 7,6  | 8,3  | 9,2  | 8,7  | 7,7  | 8,8  | 8,6  | 7,1  | 7,2  | 7,4  | 6,9  | ⌀ | 7,9  |
|                       |      |      |      |      |      |      |      |      |      |      |      |      |   |      |
| Wassertemperatur (°C) | 24   | 24   | 24   | 25   | 26   | 28   | 29   | 29   | 29   | 28   | 26   | 25   | ⌀ | 26,4 |
|                       |      |      |      |      |      |      |      |      |      |      |      |      |   |      |
| Luftfeuchtigkeit (%)  | 78   | 78   | 76   | 74   | 77   | 79   | 77   | 79   | 81   | 80   | 78   | 78   | ⌀ | 77,9 |

| 16,7 |

| 16,9 |

| 17,7 |

| 19,0 |

| 21,0 |

| 22,9 |

| 23,7 |

| 23,8 |

| 23,6 |

| 22,2 |

| 20,0 |

| 17,7 |

| 16,7 |

| 16,9 |

| 17,7 |

| 19,0 |

| 21,0 |

| 22,9 |

| 23,7 |

| 23,8 |

| 23,6 |

| 22,2 |

| 20,0 |

| 17,7 |

### Distrikte
Seit 1999 sind die Bahamas durch den Local Government Act von 1996 in 31 Kommunalverwaltungsdistrikte und New Providence, das von der nationalen Regierung verwaltet wird, aufgeteilt.
| - Acklins - Berry Islands - Bimini - Black Point - Cat Island - Central Abaco - Central Andros - Central Eleuthera - City of Freeport - Crooked Island - East Grand Bahama | - Exuma - Grand Cay - Harbour Island - Hope Town - Inagua - Long Island - Mangrove Cay - Mayaguana - Moore’s Island - North Abaco - North Andros | - North Eleuthera - Ragged Island - Rum Cay - San Salvador - South Abaco - South Andros - South Eleuthera - Spanish Wells - West Grand Bahama |  |

### Städte

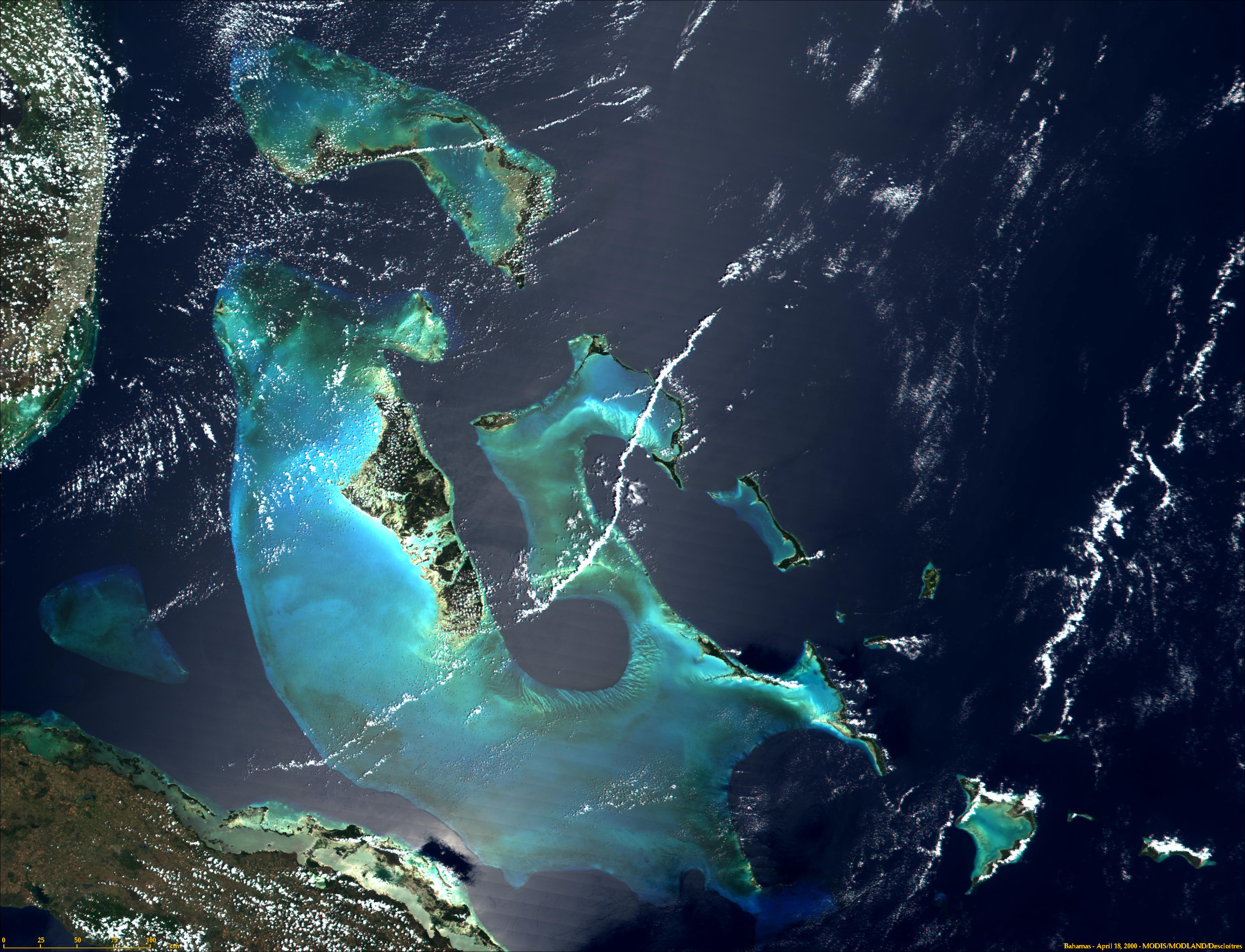
Satellitenaufnahme vom April 2000

Im Jahr 2023 lebten 84 Prozent der Einwohner der Bahamas in Städten. Die beiden mit Abstand wichtigsten Städte der Bahamas sind die Hauptstadt Nassau und Freeport. In beiden zusammen leben mehr als drei Viertel der Bevölkerung der Bahamas. Nassau ist mit seinen mehr als 200.000 Einwohnern die mit Abstand größte Stadt des Inselstaates.

## Bevölkerung

Demographische Entwicklung der Bahamas (1960–2017)

Bahamas hatte 2022 410.000 Einwohner. Das jährliche Bevölkerungswachstum betrug + 0,5 %. Zum Bevölkerungswachstum trug ein Geburtenüberschuss (Geburtenziffer: 11,4 pro 1000 Einwohner vs. Sterbeziffer: 7,3 pro 1000 Einwohner) bei. Die Anzahl der Geburten pro Frau lag 2022 statistisch bei 1,4. Der Median des Alters der Bevölkerung lag im Jahr 2021 bei 32,4 Jahren. Im Jahr 2023 waren 18,5 Prozent der Bevölkerung unter 15 Jahre, während der Anteil der über 64-Jährigen 9,3 Prozent der Bevölkerung betrug. Die Lebenserwartung der Einwohner der Bahamas ab der Geburt lag 2022 bei 74,4 Jahren (Frauen: 77,8, Männer: 70,8).
Menschen afrikanischer Herkunft bilden mit 85 % den größten Anteil der Inselbevölkerung. Die restlichen 15 % teilen sich in 12 % europäischer Herkunft sowie 3 % asiatischer und lateinamerikanischer Herkunft auf.
Neben der Amtssprache Englisch wird noch haitianisches Kreol gesprochen, allerdings hauptsächlich von den zahlreichen Einwanderern aus Haiti. Nach dem Erdbeben in Haiti 2010 stieg die Immigration aus Haiti sprunghaft an. Im Jahre 2017 waren 15,6 % der Bevölkerung Migranten.

### Religion
Die Bahamas sind christlich geprägt: Die wichtigsten Glaubensrichtungen sind laut Zahlen von 2010 die Protestanten mit 69,9 % (Baptisten 34,9 %, Anglikaner 13,7 %, Pfingstbewegung (Pentecostalism) 8,9 %, Siebenten-Tags-Adventisten 4,4 %, Gemeinde Gottes (Church of God) 1,9 %, Methodisten 3,6 %) und die römisch-katholische Kirche mit 12,0 % sowie andere Christen mit 13,0 % Anteil an der Bevölkerung.

### Bildung und Wissenschaft
Die durchschnittliche Schulbesuchsdauer der über 25-Jährigen lag 2019 bei 11,4 Jahren. Die nachwachsende Generation erreicht voraussichtlich 12,9 Jahre.
Die einzige Hochschule, die ihren Sitz ausschließlich auf den Bahamas hat, ist die University of The Bahamas, die 2016 aus dem 1974 gegründeten College of The Bahamas hervorging. Es sind über 5000 Studenten an ihr eingeschrieben.
Auch die University of the West Indies hat einen Open Campus auf den Bahamas.

## Geschichte
Die frühesten Spuren einer Besiedlung gehen in das 4. Jahrhundert zurück. Dauerhaft besiedelt wurden einige der Inseln aber erst im 9. und 10. Jahrhundert durch die Lucayan, ein zum Volk der Arawak zählender Stamm.
Nachdem Christoph Kolumbus am 12. Oktober 1492 die Bahamainseln als erster dokumentierter Europäer betreten hatte, wurden die etwa 40.000 Inselbewohner bis 1520 nach Hispaniola verschleppt und versklavt, wo sie in den Minen durch Krankheit und Auszehrung umkamen.
Mitte des 17. Jahrhunderts errichteten englische Siedler die ersten Kolonien, nachdem König Karl I. von England die Inseln 1629 beansprucht hatte. Freibeuter, wie der berühmte Blackbeard, nutzten die Inseln Ende des 17. und Anfang des 18. Jahrhunderts als Unterschlupf, da sie für die Kolonialmächte, auf Grund ihres Rohstoffmangels und der für Landwirtschaft ungeeigneten Böden, nur eine geringe Bedeutung hatten.
Im Jahr 1717 wurden die Bahamas zur britischen Kronkolonie und Woodes Rogers zum ersten Krongouverneur der Inseln ernannt. Er löste das Piratenproblem, das sich auf der Inselgruppe entwickelt hatte, und gab den Bahamas 1729 ein eigenes Parlament, das House of Assembly. Im Zuge des Amerikanischen Unabhängigkeitskriegs flohen eine große Zahl britischer Loyalisten auf die Bahamas, speziell nach Abaco. Während des Amerikanischen Unabhängigkeitskriegs (1775–1783), des Amerikanischen Bürgerkriegs (1861–1865) und der Prohibition in den USA (1919–1932) waren die Inseln auf Grund ihrer günstigen Nähe zu den USA Ausgangspunkt von ausgeprägtem Handel mit Schmuggelware. Während des Zweiten Weltkriegs war der Gouverneur der Bahamas der Duke of Windsor. Großbritannien gewährte 1964 den Bahamas die innere Selbstverwaltung, was schließlich dazu führte, dass sie 1973 in die Unabhängigkeit entlassen wurden.
1959 wurde unter britischer Verwaltung das Wahlrecht für Männer eingeführt. Wer bestimmte Anforderungen in Bezug auf Vermögen erfüllte, erhielt eine zweite Stimme. Frauen erhielten im Februar 1961 das aktive Wahlrecht, und 1964 waren alle Einschränkungen in Bezug auf Eigentum abgeschafft. Bei der Unabhängigkeit 1973 wurde das Wahlrecht bestätigt.
Seit Mitte des 20. Jahrhunderts gilt der zum Commonwealth of Nations zählende Inselstaat als Touristenziel und Steueroase. Auf den Bahamas leben heute etwa 300.000 Menschen, davon mehr als 70 % in der Hauptstadt Nassau.
Am 13. November 1965 ging 60 Meilen vor Nassau der amerikanische Passagierdampfer Yarmouth Castle in Flammen auf, brannte aus und sank, wobei 90 Passagiere und Besatzungsmitglieder ums Leben kamen. Das Unglück führte zu neuen Regelungen für die Sicherheit auf See im Rahmen der International Convention for the Safety of Life at Sea.
Im Sommer, während der Hurrikansaison 2019, traf Dorian als Kategorie-5-Hurrikan auf die Inseln Abaco und Grand Bahama im Norden der Bahamas.

## Politik

### Politisches System

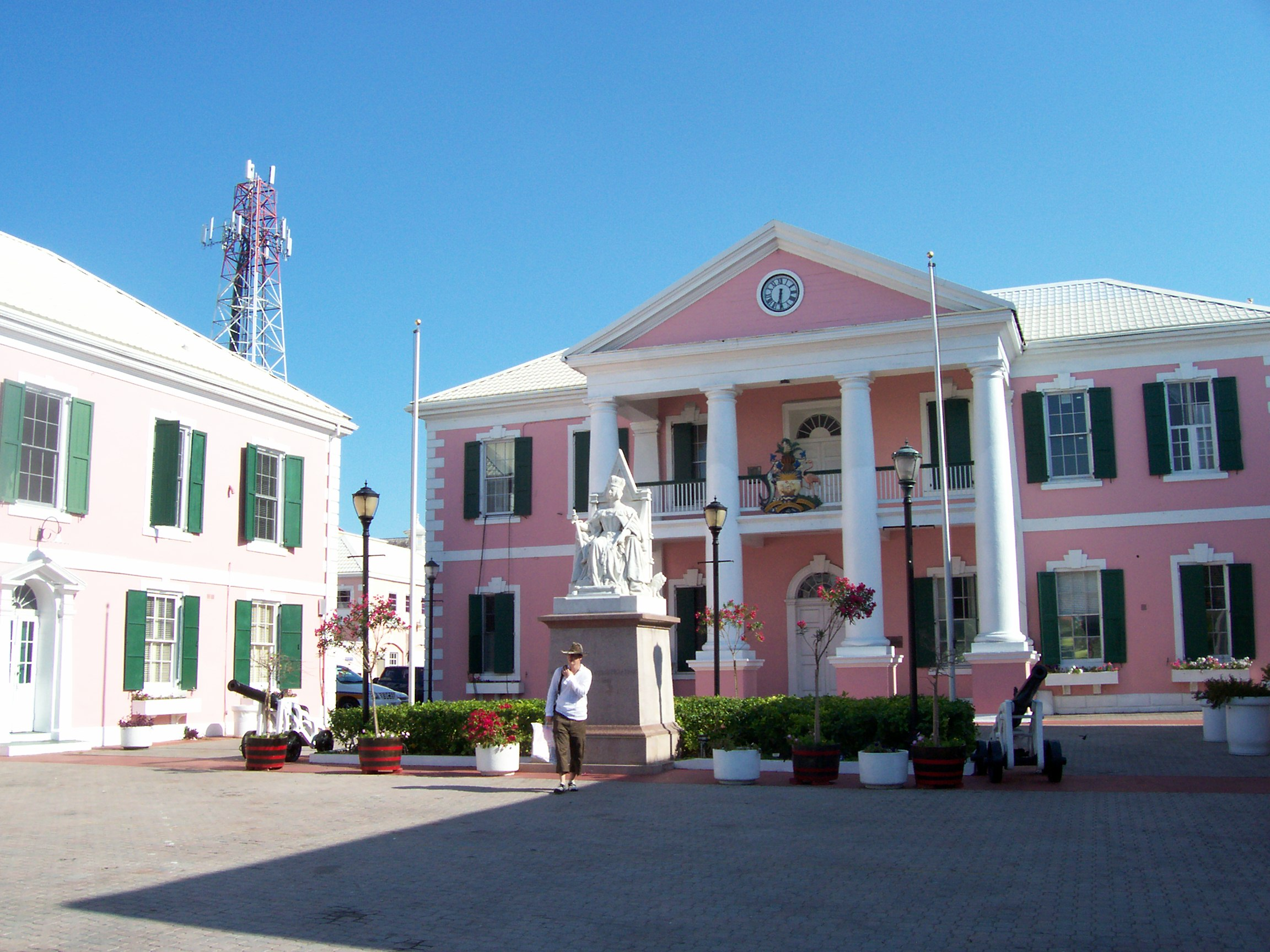
Das bahamaische Parlamentsgebäude in Nassau

Die Bahamas sind seit 1973 ein souveräner Staat. Das Staatsoberhaupt ist der König des Vereinigten Königreichs Großbritannien und Nordirland, Charles III. Er wird auf den Bahamas durch den vom Staatsoberhaupt ernannten Generalgouverneur vertreten. Dies ist seit August 2023 Cynthia A. Pratt, von König Charles III. benannt. 2022 haben die Bahamas die Absicht erklärt, eine Republik werden und dazu ein Referendum abhalten zu wollen.
Regierungschef ist der Premierminister, der von der Regierungspartei gestellt wird. Seit 17. September 2021 ist das Philip Davis. Er ist Nachfolger von Hubert Minnis vom Free National Movement, der seinerseits 2017 Perry Christie von der Progressive Liberal Party gefolgt war. Die Bahamas wenden das Westminster-System an. Die Regierungspartei wird alle fünf Jahre durch die Parlamentswahlen bestimmt. Das Parlament besteht nach dem britischen Vorbild aus zwei Kammern, dem Senat mit 16 Mitgliedern und dem House of Assembly mit 39 Mitgliedern. Die 16 Mitglieder des Senats werden vom Generalgouverneur ernannt, neun in Absprache mit dem Premierminister, vier in Absprache mit dem Führer der Opposition und drei durch den Generalgouverneur selbst. Die Mitglieder des House of Assembly werden alle fünf Jahre nach dem Mehrheitswahlrecht vom Volk selbst gewählt.
Die Bahamas sind Mitglied in der Alliance of Small Island States (AOSIS).

### Politische Indizes
| Name des Index                     | Indexwert  | Weltweiter Rang | Interpretationshilfe | Jahr |
| ---------------------------------- | ---------- | --------------- | --- | ---- |
| Fragile States Index               | 48 von 120 | 135 von 179     | Stabilität des Landes: stabiler 0 = sehr nachhaltig / 120 = sehr alarmierend Rang: 1 = fragilstes Land / 179 = stabilstes Land | 2024 |
| Freedom in the World Index         | 90 von 100 | —               | Freiheitsstatus: frei 0 = unfrei / 100 = frei                                                                                  | 2024 |
| Korruptionswahrnehmungsindex (CPI) | 65 von 100 | 28 von 181      | 0 = sehr korrupt / 100 = sehr sauber                                                                                           | 2024 |

### Militär
Die 1980 gegründeten Streitkräfte der Bahamas werden als Royal Bahamas Defence Force (RBDF) bezeichnet. Die Bahamas verfügen über keine Land- oder Luftstreitkräfte, die vorhandenen Einheiten sind der Marine zugeordnet und haben Polizeicharakter.

## Wirtschaft

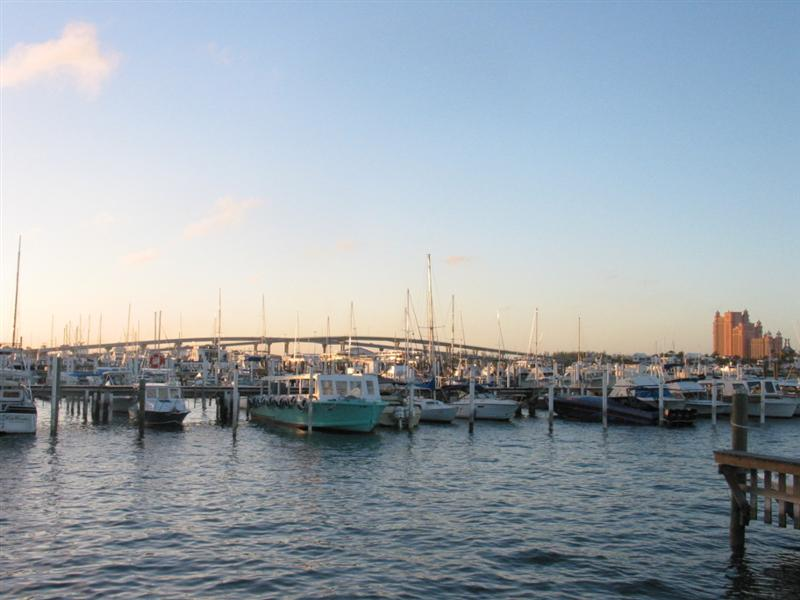
Hafen von Nassau

Da das Land über keine nennenswerten Rohstoffe verfügt, ist die Wirtschaft stark auf den Tourismus und das Bankengewerbe angewiesen.
Die Landwirtschaft auf den Bahamas ist unterentwickelt, da es keine geeigneten Bewässerungsmöglichkeiten gibt. Der Transport zwischen den zahlreichen und weit auseinanderliegenden Inseln ist schwierig und es sind auch keine geeigneten Böden vorhanden. Hauptsächlich wird für den Eigenbedarf produziert, der aber nicht abgedeckt wird. In wenigen moderneren Farmen werden vor allem Gurken, Tomaten, Zwiebeln, Zitrusfrüchte und Ananas für den Export angebaut.
Kiefern, Hart- und Farbhölzer auf Andros, Great Abaco und Grand Bahama kommen als Bauholz in den Handel oder werden für den Schiffbau und die US-amerikanische Papierindustrie geschlagen.
Für die Fischerei bestehen durchweg günstige Bedingungen; sie erfolgt für den Eigenbedarf.
Die Industrie besteht hauptsächlich aus Kleinbetrieben, aber auch Schiffbau, Gewinnung von Meersalz sowie die Erzeugung von Konsumgütern wird ausgeweitet. 1954 wurde auf Grand Bahama eine zoll- und steuerfreie Zone eingerichtet, die zur Ansiedlung ausländischer Unternehmen führen sollte. Seit 1968 ist die Bahama Monetary Authority für die Ausgabe von Banknoten verantwortlich. Durch die günstige Steuergesetzgebung erreichten die Bahamas den Status eines internationalen Finanzzentrums mit Sitz vieler Banken, Investment- und Treuhandgesellschaften.
Am 28. Januar 2016 legte die EU-Kommission ein Maßnahmenpaket zur Bekämpfung von Steuerflucht vor, bei dem unter anderem die Bahamas auf der schwarzen Liste der Steueroasen auftauchen. 2024 wurden die Bahamas von dieser Schwarzen Liste entfernt.
Die Bahamas sind im Vergleich zur restlichen Karibik-Region relativ wohlhabend. Das BIP pro Kopf lag 2023 mit geschätzt 36.354 US-Dollar (Kaufkraftparität) auf Platz 61 von 194 Ländern.
Im Index für wirtschaftliche Freiheit 2024 belegt das Land Platz 61 von 176 Ländern.
Im Land gibt es eine Wertpapierbörse mit dem Namen Bahamas Securities Exchange, welche sich in der Hauptstadt befindet.
| Jahr                                    | 2010   | 2015   | 2016   | 2017   | 2018   | 2019   | 2020    | 2021   | 2022   | 2023   |
| --------------------------------------- | ------ | ------ | ------ | ------ | ------ | ------ | ------- | ------ | ------ | ------ |
| BIP in Mrd. USD (Kaufkraftparität)      | 11,2   | 12,6   | 12,6   | 13,2   | 13,6   | 14,0   | 10,3    | 11,6   | 13,8   | 14,7   |
| BIP pro Kopf in USD (Kaufkraftparität)  | 31.810 | 34.029 | 33.675 | 34.875 | 35.705 | 36.264 | 26.575  | 29.490 | 34.565 | 36.354 |
| BIP-Wachstum (real)                     | 1,5 %  | 1,0 %  | −1,0 % | 2,8 %  | 2,6 %  | −1,4 % | −21,4 % | 15,4 % | 10,8 % | 2,6 %  |
| Inflation (in Prozent)                  | 1,6 %  | 1,9 %  | −0,3 % | 1,5 %  | 2,3 %  | 2,5 %  | 0,0 %   | 2,9 %  | 5,6 %  | 3,1 %  |
| Staatsverschuldung (in Prozent des BIP) | 34 %   | 51 %   | 52 %   | 55 %   | 63 %   | 61 %   | 75 %    | 100 %  | 89 %   | 81 %   |

### Verkehr
Der wichtigste Flughafen ist der bei Nassau gelegene Flughafen Nassau Lynden Pindling. Staatsfluggesellschaft ist die Bahamasair mit weniger als zehn Flugzeugen. Die Infrastruktur für den Luft- und Seeverkehr ist gut ausgebaut, allerdings gibt es wegen der topographischen Bedingungen keine Eisenbahn. Brauchbare Landverkehrswege befinden sich auf New Providence, Grand Bahama und einigen anderen Inseln. Auf den Bahamas gilt Linksverkehr. Von den Bahamas starten auch Raketen in den Weltraum.

### Tourismus

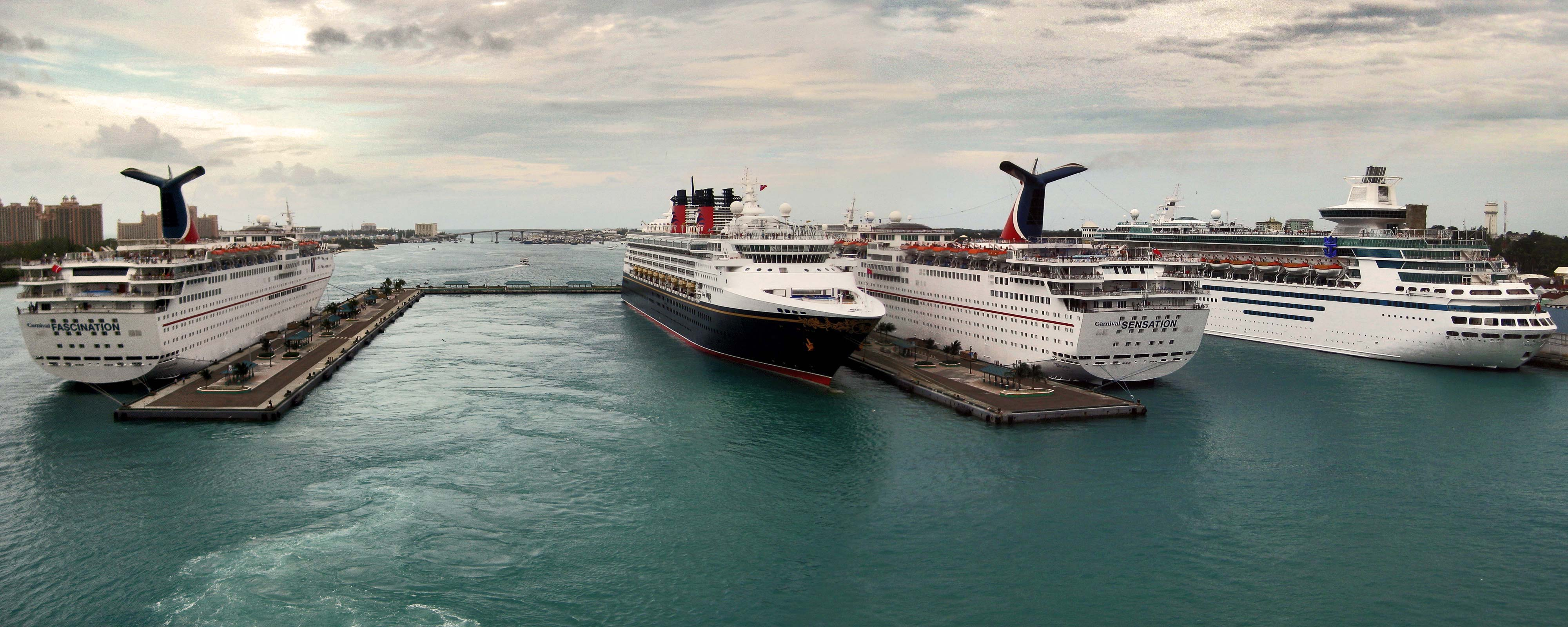
Kreuzfahrtschiffe im Hafen von Nassau

Haupterwerbszweig der Bahamas ist der Tourismus, der mit Stand von 2019 einen Anteil von etwa 50 % zum BIP beitrug. Wichtig sind insbesondere Kreuzfahrten US-amerikanischer Passagiere ab Miami.
Auf den Tourismus hat sich auch der Dreh mehrerer James-Bond-Filme auf den Bahamas günstig ausgewirkt. Die Bahamas beziehungsweise Nassau dienten unter anderem für Casino Royale, Feuerball und dessen 1983 erschienene Neuverfilmung Sag niemals nie als Drehorte.

### Banken
Lockere Gesetze haben dazu geführt, dass es auf den Bahamas bis zu 400 Finanzunternehmen gab. Ein Großteil dieser Banken, so wird vermutet, beschäftigt sich hauptsächlich mit Geldwäsche. 2001 wurden auf Druck der USA die Gesetze verschärft, seitdem wurden fast 15 % der Geldinstitute geschlossen.
Die größte Bank der Bahamas ist die 1960 gegründete Commonwealth Bank.

### Umweltschutz
Auf den Bahamas existieren insgesamt 22 Nationalparks, die vom Bahamas National Trust verwaltet werden. Damit sind über 260.000 Hektar Land- und Meeresfläche geschützt. Der Central-Andros-Nationalpark ist mit 117.000 Hektar der flächenmäßig größte Nationalpark. Er umfasst ebenso Mangroven- und Feuchtgebiete wie auch Teile des Andros Barrier Reef, das drittgrößte Riff der Welt. Das nördlichste Schutzgebiet der Bahamas ist der Walker’s Cay Marine Park mit seinen Korallen und einer äußerst vielseitigen Meeresfauna. Der südlichste Nationalpark ist die Insel Little Inagua. Die Insel ist unbewohnt und allein der Natur und ihren Besuchern vorbehalten. Am Strand von Little Inagua legen die gefährdeten Meeresschildkröten ihre Eier. Über 60.000 westindische Flamingos leben auf der Insel Great Inagua.
Auf Bimini hingegen planen amerikanische Investoren eine riesige Touristenanlage mit über 1000 Appartements, 450 Villen, einem Luxushotel, Restaurants, Casino, Wellness Center und einem Golfplatz sowie einem Yachthafen mit rund 400 Anlegeplätzen. Auf Druck der Bevölkerung konnten diese für die Natur verheerenden Pläne gestutzt werden. Ganz verhindern konnte man das Projekt bisher aber nicht. Mit der Unterstützung von Reiseveranstaltern und Tauchgästen aus aller Welt wehren sich die Bewohner von Bimini gegen das Mega-Projekt auf ihrer winzigen Insel, das zur Vernichtung ihrer Naturressourcen führen würde.

### Staatshaushalt
Der Staatshaushalt umfasste im Fiskaljahr 2016 Ausgaben von umgerechnet 2,3 Mrd. US-Dollar, dem standen Einnahmen von umgerechnet 1,9 Mrd. US-Dollar gegenüber. Dies entspricht einem Haushaltsdefizit von 4,4 % des BIP.
Im Jahr 2022 betrug die Staatsverschuldung 88,6 % des BIP.

## Kultur

### Medien
Es gibt drei Tageszeitungen, The Nassau Guardian, The Tribune und The Freeport News. Die einzige Fernsehstation ist ZNS TV.
Im Februar 2023 wurde das Elon-Musk-Star-Link-Programm (als „Starlink Services Bahamas Ltd.“) für die Bahamas lizenziert.
Im Jahr 2021 nutzten 94,3 Prozent der Einwohner der Bahamas das Internet.

### Sport
Cricket ist der beliebteste Sport auf den Bahamas und gilt als Nationalsport. Im Gegensatz zu den meisten anderen ehemaligen britischen Überseegebieten der Westindischen Inseln stellen die Bahamas keine Spieler für das West Indies Cricket Team und verfügen stattdessen über ihre eigene Nationalmannschaft.
Special Olympics Bahamas wurde in den späten 1970er Jahren gegründet und nahm mehrmals an Special Olympics Weltspielen teil.

### Feiertage
| Datum | Name                 | Deutscher Name           | Anmerkungen |
| --- | -------------------- | ------------------------ | --- |
| 1. Januar | New Year’s Day       | Neujahr                  | Junkanoo Parade wird veranstaltet |
| 10. Januar | Majority Rule Day    |                          | seit 2014 |
| Freitag vor Ostern                                                                                               | Good Friday          | Karfreitag               | |
| Montag nach Ostersonntag                                                                                         | Easter Monday        | Ostermontag              | |
| erster Freitag im Juni                                                                                           | Labour Day           | Tag der Arbeit           | |
| sieben Wochen nach Ostern                                                                                        | White Monday         | Pfingstmontag            | |
| 10. Juli | Independence Day     | Unabhängigkeitstag       | Unabhängigkeit von Großbritannien am 10. Juli 1973                                                                                      |
| erster Montag im August                                                                                          | Emancipation Day     | Tag der Sklavenbefreiung | am 1. August 1834 trat der Slavery Abolition Act in Kraft                                                                               |
| zweiter Montag im Oktober                                                                                        | National Heroes’ Day | Tag der Nationalhelden   | Bis 2012 am 12. Oktober Discovery Day (Tag der Entdeckung) nach der Entdeckung der Bahamas durch Christoph Kolumbus am 12. Oktober 1492 |
| 25. Dezember | Christmas Day        | Weihnachten              | |
| 26. Dezember | Boxing Day           | 2. Weihnachtstag         | Junkanoo Parade wird veranstaltet |
| Hinweis: Feiertage werden am darauf folgenden Montag nachgeholt, wenn sie auf einen Samstag oder Sonntag fallen. |                      |                          | |